# Zelenopíl·lia (Luhansk)
Zelenopíl·lia (en ucraïnès Зеленопілля, en rus Зеленополье, Zelenopólie) és una localitat del raion de Dovjansk a l'óblast de Luhansk, a Ucraïna, actualment ocupada de la República Popular de Luhansk. Va ser fundada en 1925 amb el nom Kolesnikov i a partir de 1940 va rebre el seu nom actual.